# Heinrich Berlin
Heinrich Berlin Neubart (auch Enrique Berlín) (* 13. November 1915 in Fürth/Bayern; † 6. Mai 1988 in Mexiko-Stadt) war ein in Mexiko und Guatemala tätiger Historiker, Anthropologe und Archäologe.

## Leben
Heinrich Berlin machte sein Abitur am Hardenberg-Gymnasium Fürth und wanderte 1935 als jüdisch Verfolgter mit seinen Eltern nach Mexiko aus. Dort studierte er bis 1939 an der Philosophischen Fakultät der Universidad Nacional Autónoma de México (UNAM), machte 1942 seinen Magister und promovierte 1947 in der Fachrichtung Völkerkunde.
Von 1938 bis 1945 arbeitete er in der Ausgrabung von Palenque, und aus dieser Zeit stammen seine ersten Artikel über die Archäologie der Maya und die Kunst der spanischen Kolonialzeit. Er schrieb wenig Bücher, aber dafür umso mehr Artikel oder Essays neben Übersetzungen aus dem Englischen oder Deutschen und Rezensionen.
Sein Interesse galt auch dem Nachbarland Guatemala, wo er 1950 zum Wissenschaftlichen Mitarbeiter im Museo Nacional de Guatemala und zum Professor am Instituto de Antropología e Historia (Institut für Völkerkunde und Geschichte) der Universidad de San Carlos ernannt wurde. 1953 wurde er emeritiert. 
Einen von Eduardo Báez Macías verfassten Nachruf gibt es in den Anales del Instituto de Investigaciones Estéticas. Vol. XV, No. 60. Universidad Nacional Autónoma de México. México 1988, ISSN 0185-1276, S. 278–279.

## Ehrungen
- Orden del Quetzal en grado de Comendador der guatemaltekischen Regierung, verliehen am 9. August 1976, entgegengenommen am 29. September 1977
- Premio de Chiapas in den Wissenschaften, verliehen am 25. Juli 1981 von der Regierung des Bundesstaates Chiapas